# Plounérin
Plounérin (bret. Plounerin) – miejscowość i gmina we Francji, w regionie Bretania, w departamencie Côtes-d’Armor.
Według danych na rok 1990 gminę zamieszkiwało 649 osób, a gęstość zaludnienia wynosiła 25 osób/km² (wśród 1269 gmin Bretanii Plounérin plasuje się na 748. miejscu pod względem liczby ludności, natomiast pod względem powierzchni na miejscu 353.).